# Medaglia "In memoria del 100º anniversario della guerra del 1812"
La medaglia "In memoria del 100º anniversario della guerra del 1812" è una medaglia commemorativa dell'Impero russo in onore del 100º anniversario della guerra del 1812. Fu realizzata, il 15 agosto 1912, da Nicola II su suggerimento del Consiglio dei ministri.

## Ordine di Assegnazione
- A tutti i gradi militari delle forze armate che hanno preso parte alla guerra del 1812;
- Ai dipendenti della Cancelleria di Sua Maestà Imperiale;
- Ai partecipanti diretti e gli organizzatori delle celebrazioni per l'anniversario;
- A tutti i diretti discendenti in linea maschile di coloro che vi parteciparono. Discendenti diretti in linea femminile del feldmaresciallo Michail Illarionovič Kutuzov;

## Descrizione della medaglia
Vennero create in ottone lucido con un diametro di 28 mm. Sulla parte frontale della medaglia vi è rappresentato un busto, identificato come Alessandro I. Le medaglie vennero realizzate da Anton Vasyutinskij.